# Jacques Simonet
Pour les articles homonymes, voir Simonet.
Jacques Simonet, né le 21 décembre 1963 à Watermael-Boitsfort et mort le 14 juin 2007 à Anderlecht, est un homme politique belge, membre du Mouvement réformateur. Connu pour son éloquence et ses bons mots parfois mordants, il est un des hommes-clé du Parti libéral (PRL puis MR) et semblait promis à un avenir brillant cassé par sa mort inopinée à l'âge de 43 ans. L’exemple de son père lui donne goût à la chose publique, qu’il expérimente d’abord au sein de la Fédération des Étudiants libéraux, avant de rejoindre le cabinet de Jean Gol.

## Biographie
Jacques Simonet est le fils d'Henri Simonet (ancien ministre, ancien commissaire européen et ancien bourgmestre PS d'Anderlecht entre 1966 et 1984) et de Marie-Louise Angenet. Il fréquente l'école P17 d'Anderlecht, rue Jacob Smits.
Il est marié à Véronica Labe, licenciée en notariat, avec qui il a eu deux enfants : Henri (né le 23 janvier 1992) et Éléonore (née le 26 novembre 1997).
Licencié en droit de l'Université libre de Bruxelles, président de la Fédération des étudiants libéraux, il a été avocat au barreau de Bruxelles à partir de 1986. Il a fait son service militaire en 1986 comme milicien attaché au cabinet de Jean Gol avec Didier Reynders, puis a continué sa carrière dans un cabinet bruxellois d'avocats qu'il abandonne ensuite pour la politique. Ainsi, dès 1987, à 24 ans, il est élu conseiller provincial du Brabant et, l'année suivante, mène la liste libérale à Anderlecht lors des élections communales.
Ministre-président de la région de Bruxelles-Capitale de 1999 à 2000, il abandonne le poste en faveur de François-Xavier de Donnea et exerce dès lors à plein temps son poste de bourgmestre d'Anderlecht. En février 2004, à la suite de la démission par Daniel Ducarme de tous ses postes, il redevient brièvement Ministre-président de la région et est tête de liste du MR aux élections régionales bruxelloises de juin 2004, élections au cours desquelles son parti perd face au Parti socialiste emmené par Charles Picqué.
Il fut bourgmestre d'Anderlecht de 2001 jusqu'à sa mort le 14 juin 2007.
Jacques Simonet est connu pour ses positions tranchées: pendant la campagne électorale de 1999, il est la cible de certains jeunes maghrébins bruxellois qui lui reprochent son attitude intransigeante vis-à-vis des milieux islamistes. Le 4 juillet 2006 il donne ordre à la police d'expulser une quarantaine d'étrangers en situation irrégulière de l'église Notre-Dame de l'Immaculée Conception à Anderlecht et l'abbé Jan Claes dépose plainte contre lui pour arrestations arbitraires. En vue des élections communales de 2006, il déclare en décembre 2005 au journaliste Jean-Claude Verset que son parti ne fera pas alliance avec le Vlaams Belang pour se constituer une majorité dans sa commune.
Le 9 septembre 2006, il est hospitalisé pour une embolie pulmonaire. Il reprend rapidement ses activités, et participe à la lutte du MR pour la conquête de la place de premier parti francophone en se présentant à une « place de combat » par choix. Dernier suppléant de la liste MR lors des élections législatives fédérales du 10 juin 2007, il récolte le quatrième score électoral de son parti . Mais, peu après, le 14 juin, il meurt, à l'âge de 43 ans, d'un arrêt cardio-respiratoire à la suite d'une embolie pulmonaire massive. Il est enterré le 16 juin 2007 dans le caveau familial, à côté de son père, au cimetière du Vogelzang d'Anderlecht, en présence de sa famille, de nombreuses personnalités politiques et ainsi que du prince Laurent et de la princesse Claire de Belgique.

## Parcours politique
- 1985-1986 : Président de la Fédération des étudiants libéraux (FEL)
- 1987-1989 : Conseiller provincial du Brabant
- 1989-1992 : Chef du groupe PRL-FDF au conseil communal d'Anderlecht
- 1989-1995 : Député régional bruxellois (jusqu'en janvier 1995)
- 1991 : Vice-président de l'assemblée régionale bruxelloise
- 1991-2004 : Député fédéral (réélu en 1995, 1999, 2003)
- 2004-2007 : Député régional bruxellois
- 1999-2000 : Ministre-président de la Région bruxelloise (juin 1999 à octobre 2000)
- 2001-2007 : Bourgmestre d'Anderlecht (empêché partiellement)
- 2003-2004 : Secrétaire d'État aux Affaires européennes et aux Affaires étrangères (juillet 2003 à février 2004)
- 2004 : Ministre-président de la Région bruxelloise (de février à juillet)

## Décorations
- Officier de l’Ordre de Léopold
- Chevalier de l'Ordre du Flambeau (ULB)
- Commandeur de l’Ordre du Mérite (Espagne)